# Francisco Pérez García
Francisco Pérez García (Santiago, 1792 - 1833) estudió en el Seminario de Santiago. Se abstuvo de dar su ideal conservador durante la Guerra de Independencia, dedicándose a los negocios familiares. En el Primer Congreso Nacional fue suplente por Quillota (1811). Durante la Patria Nueva, se mantuvo en el bando de los pelucones.

## Actividades Públicas
- Diputado suplente por Quillota, al Primer Congreso Nacional (1811).
- Diputado representante de Rancagua-Maipo (1822-1823).
- Diputado representante de Chillán (1823-1824).

Cuando los Pipiolos logran alzarse con el poder desde 1824 comienza a alejarse de la política. En 1830 asistió como oyente al Congreso de Plenipotenciarios que dio inicio a la República Conservadora.